# 29825 Dunyazade
29825 Dunyazade è un asteroide della fascia principale. Scoperto nel 1999, presenta un'orbita caratterizzata da un semiasse maggiore pari a 2,5902461 UA e da un'eccentricità di 0,1413056, inclinata di 1,09812° rispetto all'eclittica.